# ليبه (مقاطعة)
ليبه (تُلفظ بالألمانية: [ˈlɪpə]) هي مقاطعة (أقضية) في شرق شمال الراين-وستفاليا، ألمانيا. المناطق المجاورة هي هرفورد، مندن-لوبيكه، هوكستر، بادربورن، غوترسلوه، وبيلفلد الخالية من الأحياء، والتي تشكل المنطقة أوستيسفالن-ليبه.
سُميت منطقة ليبه باسم الملك ليبه، الذي عاش في الأصل على نهر ليبه وأسس ليبشتات هناك، وإمارة ليبه (Principality of Lippe). كانت دولة داخل الإمبراطورية الرومانية المقدسة واحتفظت بالولاية حتى عام 1947، عندما أصبحت مقاطعة في شمال الراين - وستفاليا.

## توأمة
لليبه (مقاطعة) اتفاقيات توأمة مع كل من:
- لوتسك (28 نوفمبر 2014 -)[6]
- كاوناس (1989 -)[7]

## أعلام
- فريد دوسنبرغ

## روابط خارجية
- الموقع الرسمي نسخة محفوظة 18 يوليو 2013 على موقع واي باك مشين. (بالألمانية)
- Ordinances and by-laws of the county of Lippe online
- Guidelines for the integration of the Land Lippe within the territory of the federal state North-Rhine-Westphalia of 17 January 1947
- "Lippe". الموسوعة الكاثوليكية. نيويورك: شركة روبرت أبيلتون. 1913. - Religious history of Lippe from the Reformation until the early twentieth century